# Business analytics
L’analyse commerciale ou Business Analytics (BA) désigne les compétences, les technologies et les pratiques d’investigation itératives et continue des performances passées des entreprises afin d’obtenir des informations et orienter le développement des activités futures,,. L’analyse commerciale se concentre sur le développement de nouvelles idées et la compréhension des performances des entreprises sur la base de données et de méthodes statistiques. En revanche, l’intelligence économique se concentre elle traditionnellement sur l’utilisation d’un ensemble cohérent de paramètres pour à la fois mesurer les performances passées et guider la planification des activités futures, qui est donc également basée sur des données et des méthodes statistiques.

## Histoire
L'analyse est utilisée dans les affaires depuis que les exercices de gestion ont été mis en place par Frederick Winslow Taylor à la fin du 19e siècle,. Henry Ford a mesuré le temps de chaque composant dans sa chaîne de montage nouvellement établie. L'analyse était essentiellement synonyme de reporting. La plupart des rapports étaient centrés sur l'affichage de données historiques pour rendre compte de ce qui s'était passé. L'analyse était purement descriptive et n'avait qu'une valeur limitée pour éclairer la prise de décision.
À la fin des années 1960, l’analyse a attiré l’attention avec l’intégration des ordinateurs dans les systèmes d'aide à la décision. 
Au cours des années 1980, on est passé de la simple description de ce qui s'est passé à la question de savoir pourquoi cela s'était produit. Les entrepôts de données (Data Warehouses) deviennent populaires ce qui permet de stocker encore plus de données. Ce qui a permis à l’utilisation d’outils d’analyse visuelle comme Excel ou des requêtes ad hoc à partir de bases de données ont pris de plus en plus d'importance. 
Dans les années 1990, avec l’introduction des progiciels de gestion intégrée (Enterprise Resource Planning, ERP en anglais) par Gartner, les tableaux de bord ont pris de l'importance et ont permis de passer de la question de savoir pourquoi un événement s'est produit dans le passé à celle de savoir ce qui se passe actuellement. À ce moment-là, les tableaux de bord étaient principalement utilisés pour que les dirigeants aient un suivi en temps réel de leurs activités. 
Au cours de la décennie 2000, l'analyse d'hypothèses commence à prendre forme, avec l'expansion de l'analyse opérationnelle en temps réel et les débuts de l'analyse prédictive.
Avec la popularisation des Big Data, les quantités de données disponibles ont explosé de manière exponentielle. L’analyse des Big Data a modifié la portée et la valeur de la Business analytics pour les organisations. Nous avons commencé à prédire ce qui se passerait dans le futur, en utilisant des outils de visualisation de données, d'exploration de données et de modèles de données avec des algorithmes prédictifs avancés. Dans le but d’aider à prendre des décisions plus intelligentes. À l'heure actuelle, le domaine évolue encore plus, car nos capacités passent de la prévision de ce qui se passera à la prescription de solutions pour les questions commerciales au fur et à mesure qu'elles se posent.

## Différences entreBusiness IntelligenceetBusiness Analytics
La business Intelligence (BI) et business analytics (BA) sont très proches. La BI implique le processus de collecte de données de toutes sources et leur préparation pour la BA. La BI est plutôt une première étape que les entreprises doivent franchir lorsqu’elles ont besoin de pouvoir prendre des décisions fondées sur des données. La Business Analytics, quant à elle, est l’analyse des réponses fournies par la Business Intelligence. Alors que la BI répond à ce qui s’est passé, l’analyse économique répond aux raisons pour lesquelles cela s’est produit et si cela se reproduira. 
La BI comprend le reporting, la surveillance et l’alerte automatisées, les tableaux de bord et les requêtes ad hoc.
La BA, en revanche, comprend l’analyse statistique et quantitative, l’exploration de données, la modélisation prédictive et les tests multivariés.Outils
La Business Analytics fait largement appel à la modélisation analytique et à l’analyse numérique, y compris la modélisation explicative et prédictive, et à la gestion basée sur les faits pour guider la prise de décision. Elle est donc étroitement liée aux sciences de gestion. L’analyse peut être utilisée pour guider les décisions humaines (Aide à la décision) ou peut conduire à des décisions entièrement automatisées. 
En d’autres termes, l’interrogation, le reporting, le traitement analytique en ligne (OLAP), ce sont des outils qui peuvent répondre à des questions telles que ce qui s’est passé, combien, à quelle fréquence, où se situe le problème et quelles sont les actions nécessaires. L’analyse commerciale peut répondre à des questions telles que pourquoi cela se produit, que se passe-t-il si ces tendances se poursuivent, que se passera-t-il ensuite (prédictions) et quel est le meilleur résultat possible (optimisation).

## Types d'analyses
Analyse ou aide de la décision : soutient les décisions humaines grâce à une analyse visuelle que l’utilisateur modélise pour refléter le raisonnement.
Analyse descriptive : permet de mieux comprendre les données historiques grâce à des rapports, des tableaux de bord, des regroupements, etc.
L’analyse descriptive est l’interprétation des données historiques pour mieux comprendre les changements survenus dans une entreprise. L’analyse descriptive décrit l’utilisation d’une gamme de données historiques pour établir des comparaisons. Les mesures financières les plus communément déclarées sont le produit d’analyses descriptives, par exemple, les changements de prix d’une année à l’autre, la croissance des ventes d’un mois à l’autre, le nombre d’utilisateurs ou le revenu total par abonné. Ces mesures décrivent toutes ce qui s’est produit dans une entreprise pendant une période donnée.
Analyse prédictive : utilise la modélisation prédictive à l’aide de techniques statistiques et d’apprentissage automatique.
Analyse prescriptive : recommande des décisions en utilisant l’optimisation, la simulation, etc.

## Exemples d'application

### La Santé
Dans le domaine de la santé, les outils de BA sont utilisés pour exploiter et gérer les systèmes d’information en santé. Les outils de BA peuvent transformer les données médicales de différentes sources grâce à l’emploi de méthodes d’analyse en informations utiles et compréhensibles. L’analyse des données peut également être utilisée pour générer des systèmes de rapports qui incluent les derniers indicateurs clés du patient ou de l’établissement (KPI), les tendances historiques et les valeurs de référence.

### Finance
L'analyse commerciale est de la plus haute importance pour le secteur financier. Les Data Scientists sont en forte demande dans les services bancaires d’investissement, la gestion de portefeuille, la planification financière, la budgétisation, les prévisions, etc.
Par exemple : les entreprises disposent aujourd’hui d’une grande quantité de données financières. L’utilisation d’outils intelligents de Business Analytics peut aider à utiliser ces données pour déterminer les prix des produits. En outre, sur la base d’informations historiques, les analystes commerciaux peuvent étudier les tendances de la performance d’une action particulière et conseiller le client sur la conservation ou la vente.

### Marketing
Dans le domaine du Marketing, étudier les schémas d’achat du comportement des consommateurs, analyser les tendances, aider à identifier le public cible, utiliser des techniques publicitaires qui peuvent plaire aux consommateurs, prévoir les besoins en approvisionnement, etc.
Par exemple : utiliser la Business Analytics pour évaluer l’efficacité et l’impact d’une stratégie marketing sur les clients. Les données peuvent être utilisées pour fidéliser des clients en leur donnant exactement ce qu’ils veulent selon leurs spécifications.

### Ressources humaines
Dans le domaine des ressources humaines, on utilise des données pour trouver des informations sur le niveau de formation des candidats les plus performants, le taux d’attrition des employés, le nombre d’années de service des employés, l’âge, le sexe, etc. Ces informations peuvent jouer un rôle central dans la procédure de sélection des candidats.
Par exemple : le responsable des ressources humaines peut prédire le taux de rétention des employés sur la base des données fournies par la Business Analytics.

### Gestion de la relation client
La Business Analytics permet d’analyser les principaux indicateurs de performance, ce qui aide davantage à la prise de décision et à l’élaboration de stratégies pour renforcer la relation avec les consommateurs. Les données démographiques et les données sur d’autres facteurs socio-économiques, les modes d’achat, le mode de vie, etc., sont d’une importance primordiale pour le service de gestion de la relation client.
Par exemple : L’entreprise souhaite améliorer son service dans un segment géographique particulier. Avec l’analyse de données, on peut prédire les préférences du client dans ce segment particulier, ce qui lui plaît et ainsi améliorer en conséquence les relations avec les clients.

### Manufacturing
En ce qui concerne la production, la Business Analytics peut aider dans la gestion de la chaîne d’approvisionnement, la gestion des stocks, la mesure des performances des objectifs, les plans d’atténuation des risques, l’amélioration de l’efficacité dans la base des données produit, etc.
Par exemple : Le gestionnaire souhaite des informations sur les performances d’une machine qui a été utilisée. 10 dernières années. Les données historiques aideront à évaluer les performances de la machine et à décider si les coûts d’entretien de la machine dépasseront le coût d’achat d’une nouvelle machine.

### Société
Les transactions par carte de crédit d’un client peuvent aider à déduire de nombreux facteurs : santé financière, style de vie, préférences d’achat, tendances comportementales, etc.
Par exemple : les sociétés de carte de crédit peuvent aider le secteur de la vente au détail en identifiant le public cible. Selon les rapports de transactions, les entreprises de vente au détail peuvent prédire les choix des consommateurs, leurs habitudes de dépenses, leur préférence par rapport à l’achat de produits concurrents, etc. Ces informations historiques et en temps réel les aident à orienter leurs stratégies marketing de manière qu’elles atteignent la fléchette et atteignent le bon public.
Autre que ci-dessus, la Business Analytics est utile dans divers domaines tels que la détection de la fraude, les soins de santé, la défense, les ventes, etc.

## Autres domaines de l'analyse
- Analyse comportementale
- Analyse des cohortes
- Analyse des collections
- Modélisation de données contextuelles - soutient le raisonnement humain qui se produit après la visualisation de "tableaux de bord" ou de toute autre analyse visuelle
- Cyber Analyse
- Optimisation des entreprises
- Analyse des services financiers
- Analyse des fraudes
- Analyse des soins de santé
- Analyse du marketing
- Analyse des prix
- Analyse des ventes au détail
- Analyse du risque de crédit
- Analyse de la chaîne d'approvisionnement
- Analyse des talents
- Télécommunications
- Analyse des transports
- Analyse de l'expérience client
- Analyse du panier de la ménagère

## Exemples de produits
Il existe une gamme de produits informatique renvoyant le plus souvent principalement aux outils de restitutions destinés à l'aide à la prise de décision. Cette gamme de produits recouvre un périmètre technique et fonctionnel qui peut varier selon l'éditeur,,,.

### Logiciels propriétaires
- Alteryx (en)

- IBM Cognos BI[16]
- Information Builders (en)
- Klipfolio dashboard (en)
- Microsoft Power BI[13]
- MicroStrategy
- Oracle Business Intelligence Suite Enterprise Edition (en)[15]
- Pentaho
- QlikView et Qlik Sense[14]

- SAP Business Objects (BO)[17],[18]
- SAS BI et SAS BA[19]
- Tableau Software[20]

### Logiciels libres
Voir Informatique décisionnelle open source
- BIRT
- JasperReports[21]
- Pentaho
- SpagoBI[22]

## Défis
John Jordan, de la Penn State University, a décrit les défis posés par l’analyse commerciale : il y a « un plus grand risque d’atteinte à la vie privée, une plus grande exposition financière sur des marchés en évolution rapide, un plus grand risque de confondre le bruit avec une véritable connaissance et un plus grand risque de dépenser beaucoup d’argent et de temps à poursuivre des problèmes ou des opportunités mal définis ».
La BA dépend de volumes suffisants de données de haute qualité. La difficulté pour assurer la qualité des données est d’intégrer et de réconcilier les données entre différents systèmes, puis de décider quels sous-ensembles de données mettre à disposition.
Auparavant, l’analyse était considérée comme un type de méthode de prévision a posteriori du comportement des consommateurs en examinant le nombre d’unités vendues au cours du dernier trimestre ou de la dernière année. Ce type de stockage de données nécessitait beaucoup plus d’espace de stockage que de vitesse. Aujourd’hui, la BA est devenue un outil qui peut influencer le résultat des interactions avec les clients. Lorsqu’un type de client spécifique envisage un achat, une entreprise utilisant l’analyse peut modifier l’argumentaire de vente pour séduire ce consommateur. Cela signifie que l’espace de stockage de toutes ces données doit réagir extrêmement rapidement pour fournir les données nécessaires en temps réel.

## La concurrence par l'analyse commerciale
« La concurrence par l’analyse commerciale » signifie développer le sens des affaires ainsi que les compétences techniques nécessaires pour utiliser l’apprentissage machine, l’heuristique, les algorithmes et l’intelligence artificielle sur des données importantes afin d’obtenir des informations sur la concurrence. Elle garantit qu’une personne peut communiquer efficacement des informations à partir de données de manière claire et succincte, de sorte que la pertinence et l’importance du message communiqué soient facilement perceptibles par les gestionnaires et les décideurs. Elle implique également la capacité de décrire des idées et des résultats analytiques complexes de manière complète, mais succincte, en utilisant une terminologie managériale non technique.
Thomas Davenport, professeur de technologie de l’information et de gestion au Babson College, affirme que les entreprises peuvent optimiser une capacité commerciale distincte grâce à l’analyse et donc mieux soutenir la concurrence. Il identifie les caractéristiques suivantes d’une organisation qui sont susceptibles d’être concurrentielles sur le plan de l’analyse.
- Un ou plusieurs cadres supérieurs qui préconisent fortement une prise de décision fondée sur les faits et, plus particulièrement, sur l’analyse
- Utilisation généralisée non seulement de statistiques descriptives, mais aussi de la modélisation prédictive et de techniques d’optimisation complexes
- Utilisation substantielle de l’analyse dans de multiples fonctions ou processus commerciaux
- Évolution vers une approche au niveau de l’entreprise pour la gestion des outils analytiques, des données et des compétences et capacités organisationnelles